# John Shirley-Quirk
John Shirley-Quirk, CBE (* 28. August 1931 in Liverpool; † 7. April 2014 in Bath) war ein britischer Opern- und Oratoriensänger (Bassbariton).

## Leben
Shirley-Quirk studierte zunächst Geige und Chemie in Liverpool, wandte sich schließlich jedoch dem Gesang zu. 1957 zog er nach London, wo er seine Ausbildung fortsetzte. 1961 kam es zu seinem Debüt in Glyndebourne, in der kleinen Partie des Doktors in Pelléas et Mélisande. 1964 wurde er Mitglied der English Opera Group. Spätestens zu diesem Zeitpunkt erregte er das Interesse von Benjamin Britten wegen seiner wohltönenden, makellos artikulierenden Stimme, als auch durch seine Ausstrahlung. Shirley-Quirk wurde zu einem der Lieblingsinterpreten des Komponisten und Dirigenten Britten. Dieser setzte seiner Kunst und seiner stimmlichen Flexibilität in seiner letzten Oper ein Denkmal und besetzte ihn in der Uraufführung von Death in Venice als Gegenspieler von „Gustav von Aschenbach“, Shirley-Quirk erschien als solcher in acht verschiedenen Gestalten.
Später war Shirley-Quirk als Gesangslehrer am Peabody Institute der Johns Hopkins University in Baltimore tätig.

## Diskografie (Auswahl)
- Mit Benjamin Britten: Ein Sommernachtstraum, Billy Budd, Owen Wingrave, The Rape of Lucretia, Death in Venice (Aufnahme geleitet von Steuart Bedford unter Aufsicht des todkranken Komponisten); The Dream of Gerontius (Edward Elgar – 1972), Szenen aus Goethes „Faust“ (Robert Schumann)
- Mit Pierre Boulez: Die Jakobsleiter, Kol Nidre (beides von Arnold Schönberg)
- Mit Malcolm Sargent: Requiem (Frederick Delius)
- Mit David Willcocks: Kantate BWV 147 (Johann Sebastian Bach)
- Mit Esa-Pekka Salonen: Les Espaces du sommeil (Witold Lutosławski)
- Mit Simon Rattle: The Dream of Gerontius (1987)
- Mit David Shallon: 13. Sinfonie (Schostakowitsch)